# Sistema Fulton de recuperación tierra-aire

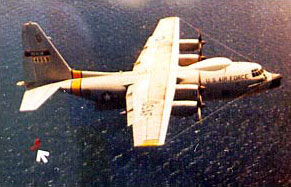
El sistema Fulton en utilización.

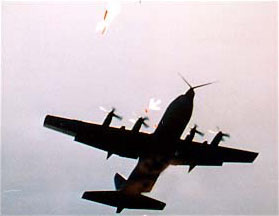
El sistema Fulton El sistema Fulton en uso visto desde abajo.

El sistema Fulton de recuperación tierra-aire (en inglés: Fulton surface-to-air recovery system) es un sistema utilizado por la Agencia Central de Inteligencia, la Fuerza Aérea y la Marina de Estados Unidos para recuperar a personas que están en tierra utilizando aviones como el MC-130E Combat Talon I y el Boeing B-17. Consiste en la utilización de un arnés general y un globo autoinflable con una línea de elevación adjunta. Un MC-130E engancha la línea con su yugo en forma de V y la persona es introducida a bordo del avión. 
El sistema prevé el ascenso desde el suelo mediante un globo autoinflable al que se amarra un individuo mediante un arnés. Una vez alcanzada la altura adecuada un MC-130E engancha el globo con un yugo en forma de V y la persona sube a bordo. A la cuerda que une el globo al individuo, para recuperaciones de día o de noche, se aplican respectivamente banderas rojas o luces para ayudar al piloto en las maniobras. Hay kits de recuperación para una y dos personas.
Este sistema fue desarrollado a principios de 1950 por el inventor Robert Edison Fulton Junior., para la Agencia Central de Inteligencia. Representa una evolución de un sistema similar al utilizado durante la Segunda Guerra Mundial por las fuerzas aliadas para recuperar tanto al personal como a los planeadores de asalto derribados después de las operaciones aerotransportadas. El sistema anterior no usaba un globo, sino una línea que se extendía entre un par de postes colocados en el suelo a ambos lados de la persona que se iba a recuperar. Un avión, generalmente un Skytrain C-47, soltaba un gancho de agarre que enganchaba la línea, la cual estaba unida a la persona que se iba a recuperar, y tiraba del individuo hacia arriba.

## Desarrollo del sistema de recuperación
Los experimentos con el sistema de recuperación comenzaron en 1950 por la CIA y la Fuerza Aérea. Usando un globo meteorológico, una línea de nailon y pesos de 4,5 a 6,8 kg, Fulton hizo numerosas pruebas de recuperación, ya que su intención era dar con un procedimiento confiable. Al final consiguió dar con el método esperado, Fulton sacó fotografías y se las envió al Almirante Luis de Flórez, que había pasado a ocupar el cargo de director de investigación técnica de la CIA. Creyendo que los militares podrían gestionar mejor el programa, de Florez puso a Fulton en contacto con la Oficina de Investigación Naval, donde obtuvo un contrato de desarrollo con su División de Programas Aéreos.
Durante los años siguientes Fulton perfeccionó el equipamiento aéreo y terrestre para el sistema de recuperación. Desde El Centro (California) realizó numerosos vuelos sobre el desierto de Colorado utilizando un P2V Neptune de la Marina. Fue incrementando gradualmente el peso hasta que la línea comenzaba a romperse. La prueba de resistencia fue resuelta cuando utilizó una línea de nailon trenzado con un peso 1.800 kg. Un problema importante fue el diseño del dispositivo de bloqueo, o ancla de cielo, que aseguraba la línea al avión. Fulton vio que la solución a este problema era la parte más exigente de todo el proceso de desarrollo.
Se realizaron más pruebas en la Base de Eglin de la Fuerza Aérea (Florida), desde el 1 de agosto de 1959, utilizando un RB-69A, 54-4307, un P2V-7U de la CIA, según un documento de la agencia.
Después de los experimentos con maniquíes instrumentados Fulton continuó experimentando con cerdos, ya que estos tienen un sistema nervioso similar al de los humanos. Levantándolos del suelo, los cerdos comenzaron a girar mientras se desplazaban por el aire a 200 km/h. Les subieron a bordo ilesos, pero en un estado desorientado. Cuando lograban recuperarse atacaban a la tripulación.
En 1958 finalizó el sistema de recuperación aérea de Fulton o "Skyhook". El sistema de tierra podía ser arrojado desde un avión y contenía el equipamiento necesario para una recuperación, incluido un arnés, para carga o para una persona, unido a 150 m de línea de nailon trenzado de alta resistencia y un globo inflado con forma de dirigible por una botella de helio.
El avión de recuperación estaba equipado con dos "cuernos" de acero tubular, de 9 m de largo y separados en un ángulo de 70 ° desde su nariz. El avión volaba hacia la línea, apuntando a un marcador brillante de mylar colocado a un nivel de 130 m. Cuando la línea quedaba atrapada entre las horquillas de la nariz del avión el globo se soltaba y un mecanismo de gatillo con resorte (anclaje de cielo) aseguraba la línea del avión. Después de la recuperación inicial la línea era atrapada por la tripulación con un gancho tipo J y la sujetaban a un cabrestante motorizado y la persona o la carga se subían a bordo. Para evitar que la línea de captación interfiriera con las hélices del avión en caso de una captura fallida el avión tenía cables deflectores colgados desde la nariz hasta las puntas de las alas.